# Юнкяр-Іскелесійський договір
Ункяр-Іскелесійський договір — договір про вічний мир, дружбу і оборонний союз між Російською імперією та Османською імперією, підписаний 26 червня (8 липня н. ст.) 1833 року в містечку Ункяр-Іскелесі — літній резиденції султана, поблизу Стамбула.
Під час османсько-єгипетської війни 1831—1833 років російський уряд, прагнучи до посилення свого впливу в Османській імперії і вважаючи, що не в інтересах Російської імперії мати сусідом сильну державу під владою єгипетського паші Мухаммеда Алі, вирішив надати османському султану допомогу, про яку офіційно просив османський уряд.
У лютому 1833 року російська ескадра увійшла у Босфор, у квітні в Ункяр-Іскелесі висадився десант, який перегородив шлях єгипетській армії на Стамбул. Велика Британія та Королівство Франція, занепокоєні російсько-турецьким зближенням, сприяли примиренню Єгипту і Османської імперії (травень 1833).
Напередодні евакуації російського війська був підписаний Ункяр-Іскелесійський договір, за яким Росія зобов'язалася, якщо виникне необхідність, надати Османській імперії військову допомогу. Згідно із секретною статтею Османська імперія повинна була в разі війни закрити на вимогу Російської імперії Дарданелли для всіх іноземних військових кораблів. Це означало посилення позицій Російської імперії на Близькому Сході, що призвело до загострення відносин Росії з західно-європейськими державами. На початку 1840-х років російський уряд погодився не поновлювати Ункяр-Іскелесійський договір і уклав конвенцію про протоки (Лондонські конвенції про протоки).